# Parathyma matthiola
Parathyma matthiola är en fjärilsart som beskrevs av Hans Fruhstorfer 1913. Parathyma matthiola ingår i släktet Parathyma och familjen praktfjärilar. Inga underarter finns listade i Catalogue of Life.